# Félix Fernández
Félix Fernández (11 de gener de 1967) és un exfutbolista mexicà.

## Selecció de Mèxic
Va formar part de l'equip mexicà a la Copa del Món de 1994.